# Richard Wright (scrittore)
Richard Wright (Natchez, 4 settembre 1908 – Parigi, 28 novembre 1960) è stato uno scrittore statunitense.
È autore di romanzi di grande forza, talvolta discussi, nonché di racconti e saggi. Gran parte dei suoi testi riguardano temi razziali. La sua opera ha contribuito a ridefinire le discussioni sulle relazioni razziali in America alla metà del XX secolo.

## Biografia

### Giovinezza
Wright, nipote di ex schiavi, nacque in una piantagione nella Contea di Adams, vicino a Natchez (Mississippi) il 4 settembre del 1908. La famiglia presto si trasferì a Memphis (Tennessee). Qui il padre, Nathaniel, rimasto senza lavoro (era un mezzadro), abbandonò la famiglia, che si sostentò grazie al lavoro di maestra della madre. Nel 1914 Ella Wright si ammalò e i due figli vennero ospitati in un orfanotrofio metodista. Poi madre e figli si trasferirono presso familiari a Jackson (Mississippi). Qui Richard Wright crebbe e frequentò la scuola superiore pubblica. Nel 1916 con la madre e il fratello si trasferì presso la nonna Margaret Wilson. In seguito, la famiglia si spostò presso gli zii di Robert ad Elaine (Arkansas), ma dopo che lo zio Silas Hoskins fu assassinato da dei bianchi, la famiglia nel 1916 fuggì a West Helena (Arkansas); qui trascorsero alcune settimane di paura in camere d'affitto. Dopo ulteriori spostamenti a Jackson e di nuovo a West Helena (1918), la famiglia si disgregò in seguito all'ictus che colpì la signora Wright. Richard accettò con riluttanza di vivere con gli zii Clark e Jody a Greenwood (Mississippi), per poter essere abbastanza vicino alla madre; ma le regole repressive imposte dagli zii gli procurarono grave disagio emotivo.
Ottenne di tornare a Jackson, dove visse insieme alla nonna materna dall'inizio del 1920 alla fine del 1925. Wright si sentiva oppresso dalla zia e dalla nonna che cercavano di obbligarlo a pregare. Minacciò di andarsene da casa perché la nonna gli proibiva di lavorare di sabato, secondo la regola dell'Avventismo. Il contrasto con la zia e la nonna gli lasciò in permanenza un'ostilità senza riserve verso le soluzioni religiose ai problemi terreni. A quindici anni, Wright scrisse il suo primo racconto, The Voodoo of Hell's Half-Acre. Fu pubblicato in un giornale locale per neri, «Southern Register». Nel 1923, ottenne il riconoscimento di migliore studente del suo corso, ma rifiutò di pronunciare il discorso, attentamente preparato dalla presidenza, che non avrebbe offeso le autorità scolastiche bianche; riuscì invece a convincere i dirigenti neri a lasciargli leggere il discorso preparato da lui. Nel mese di settembre, Wright si iscrisse ai corsi di matematica, inglese e storia alla Lanier High School di Jackson, ma dovette ritirarsi dopo alcune settimane di frequenza saltuaria dovuta alla necessità di guadagnare. Nel Mississippi egli si formò alcune impressioni durature sul razzismo americano, prima di trasferirsi di nuovo a Memphis nel 1925.

### Chicago
Wright si trasferì a Chicago nel 1927. Ottenuto finalmente un lavoro stabile come impiegato delle poste, nel tempo libero lesse vari scrittori e studiò il loro stile. Ma con la Grande depressione il suo posto di lavoro venne eliminato ed egli fu costretto a rivolgersi alla pubblica assistenza nel 1931. L'anno seguente iniziò a frequentare le riunioni del John Reed Club. Esso era dominato dal Partito Comunista degli Stati Uniti d'America e Wright entrò in relazione con alcuni membri di questo. Wright, in seguito alla promessa di appoggio dei membri del club, aderì ufficialmente al Partito comunista verso la fine del 1933, interessandosi soprattutto dei contatti letterari; come poeta rivoluzionario scrisse numerose poesie di tipo proletario ("I Have Seen Black Hands," "We of the Streets," "Red Leaves of Red Books," ad esempio) per «The New Masses» e altri periodici di sinistra.
Nel 1935, Wright finì il suo primo romanzo, Cesspool, pubblicato nel 1963 col titolo Lawd Today, e nel gennaio 1936 il suo racconto "Big Boy Leaves Home" fu accettato dalla rivista «New Caravan». In febbraio, Wright iniziò a lavorare nel National Negro Congress, e in aprile fu presidente del South Side Writers' Group, di cui facevano parte, tra gli altri, Arna Bontemps e Margaret Walker. Wright presentò al gruppo alcuni saggi critici e testi poetici per una valutazione critica, e lesse alcuni racconti. Grazie al club, Wright diresse «Left Front», una rivista che fu chiusa dal partito comunista nel 1937, malgrado ripetute proteste di Wright. In questo periodo Wright collaborò anche con la rivista «The New Masses».
Dapprima Wright ebbe buoni rapporti con i comunisti bianchi di Chicago, ma a New York fu umiliato dal rifiuto di trovargli un alloggio a causa della sua razza. A peggiorare le cose, alcuni comunisti neri denunciarono Wright, colto e raffinato, come intellettuale borghese, intendendo con questo che egli fosse eccessivamente integrato nella società bianca. In realtà, egli si era formato prevalentemente da autodidatta dopo essere stato costretto a lasciare la scuola prima di aver completato gli studi. L'insistenza di Wright sulla necessità di dare spazio ai giovani scrittori comunisti perché potessero coltivare i loro talenti, e la sua relazione con un nazionalista nero comunista portarono a uno scontro pubblico col partito e con il suo capo Buddy Nealson. Wright fu minacciato con coltelli da compagni di lavoro che viaggiavano con lui, denunciato per la strada da scioperanti come trotzkista e aggredito da ex compagni quando cercò di unirsi a loro durante la marcia del Primo Maggio 1936.

### New York
Nel 1937 Richard Wright si trasferì a New York, dove stabilì nuovi legami con membri del Partito comunista locale. Lavorò al progetto di una guida, New York Panorama, e scrisse il saggio su Harlem. Divenne il curatore della sezione su Harlem del «Daily Worker» e ebbe la soddisfazione di constatare che durante il suo primo anno a New York tutte le sue attività comportavano lo scrivere. In estate e in autunno conobbe Ralph Ellison che sarebbe rimasto a lungo suo amico; apprese che avrebbe ricevuto il primo premio della rivista «Story»: cinquecento dollari per il racconto Fire and Cloud. Dopo aver ricevuto il premio, Wright mise da parte il manoscritto di Lawd Today e affidò l'incarico di rappresentarlo a Paul Reynolds, molto noto, che era l'agente di Paul Laurence Dunbar. Intanto, la Story Press offrì tutti i racconti di Wright che avevano partecipato a premi letterari alla casa editrice Harper, che accettò di pubblicarli in volume. La raccolta di racconti intitolata Uncle Tom's Children (1938) attirò l'attenzione su scala nazionale.
Egli aveva basato alcuni racconti sul linciaggio negli stati del "profondo Sud". La pubblicazione e l'accoglienza favorevole di questa raccolta fecero aumentare il credito di Wright nell'ambito del Partito comunista e gli permisero di raggiungere una certa stabilità finanziaria. Fu chiamato a far parte del consiglio direttivo di «The New Masses» e il noto critico di tendenze comuniste Granville Hicks lo presentò a riunioni di sinistra a Boston. Il 6 maggio 1938, grazie al denaro guadagnato con le eccellenti vendite del libro, si trasferì ad Harlem, dove cominciò a scrivere il suo primo romanzo, Paura (Native Son). Poté completarlo nel 1940 grazie ad un finanziamento della Fondazione Guggenheim. Esso fu selezionato dal "Club del libro del mese": il primo libro del Club scritto da un afro-americano. Il protagonista, Bigger Thomas, rappresenta i limiti imposti dalla società agli afro-americani. Egli può conquistare la propria autonomia d'azione e consapevolezza solo mediante atti odiosi. Nel 1939 sposò Dhima Rose Meadman, un'insegnante di danza moderna di origine russo-ebrea, ma poco dopo si separarono. Nel 1941, sposò Ellen Poplar, figlia di immigrati ebrei polacchi e attivista del partito comunista a Brooklyn. Ebbero due figlie: Julia nel 1942 e Rachel nel 1949.
Wright fu criticato per la concentrazione delle sue opere sulla violenza. Nel caso di Native Son, ci fu chi commentò che l'autore ritraeva un nero in modi che sembravano confermare le peggiori paure dei bianchi. Alla pubblicazione del romanzo seguì un periodo di grandi impegni. Nel luglio 1940 andò a Chicago per ricerche in vista di un testo sulla storia popolare dei neri illustrato da foto di Edwin Rosskam. A Chicago visitò la mostra sui neri americani insieme a Langston Hughes, Arna Bontemps e Claude McKay. Nel gennaio 1941 ricevette la prestigiosa Spingarn Medal come riconoscimento di risultati di eccellenza conseguiti da un nero. Si recò poi a Chapel Hill, nel Carolina del Nord, dove con il drammaturgo Paul Green collaborò ad una versione teatrale di Native Son. Essa debuttò a Broadway, sotto la regia di Orson Welles nel mese di marzo 1941, e ottenne critiche in generale favorevoli.
In ottobre fu pubblicato con grande successo di critica un volume di fotografie tratte quasi completamente dagli archivi della Farm Security Administration, con testo di Wright: Twelve Million Black Voices: A Folk History of the Negro. Nel libro autobiografico Black Boy (1945) Wright descrisse la sua giovinezza fino al trasferimento a Chicago, i contrasti con i suoi familiari avventisti, i problemi con i datori di lavoro bianchi, e il suo isolamento. American Hunger, uscito postumo nel 1977, doveva essere il secondo volume di Black Boy. L'edizione della Library of America ripristinò il progetto originario. Questo libro narra nei particolari la partecipazione di Wright al Club John Reed e al Partito comunista, che lasciò nel 1942. Il libro fa capire che l'uscita avvenne prima, ma le dimissioni vennero rese note solo nel 1944. Nella forma definitiva in due volumi, la struttura a dittico paragona il dogmatismo e l'intolleranza del comunismo, il giudizio sui libri "borghesi" e le condanne inflitte ad alcuni iscritti, con atteggiamenti simili nella religione organizzata fondamentalista. Wright condannò le purghe nell'Unione Sovietica. Tuttavia, egli continuò a credere in soluzioni democratiche di estrema sinistra per i problemi politici.

### Parigi
Wright nel 1946 si trasferì a Parigi e vi rimase come residente. Nella capitale francese fece amicizia con Jean-Paul Sartre e Albert Camus. Il suo periodo esistenzialista fu rappresentato nel secondo romanzo, The Outsider (1953) che descrive un personaggio afro-americano coinvolto nel partito comunista a New York. In questo libro, considerato il primo romanzo esistenzialista americano, Wright mise in luce che i neri si erano svegliati in una società in dissoluzione non pronta ad accoglierli. Nel 1954 pubblicò un romanzo di minore importanza, Savage Holiday. Dopo aver preso la cittadinanza francese nel 1947, lo scrittore continuò a viaggiare in Europa, Asia, Africa. Queste esperienze furono la base per parecchie opere di saggistica. Una di queste, Black Power (1954), riguarda i popoli emergenti dell'Africa.
Nel 1949 egli collaborò all'antologia anticomunista The God that Failed con un saggio che era stato pubblicato tre anni prima su «The Atlantic Monthly» ed era tratto dalla parte non ancora pubblicata di Black Boy. Il Congress for Cultural Freedom lo invitò ad iscriversi, ma egli rifiutò intuendo che aveva legami con la CIA. La CIA e l'FBI tenevano Wright sotto sorveglianza dal 1943. Nel periodo del Maccartismo (anni Cinquanta), egli fu inserito nella "lista nera" dai dirigenti delle case di produzione di Hollywood. Tuttavia interpretò il ruolo del teenager Bigger Thomas in una versione argentina di Native Son nel 1950 (quando aveva 42 anni!).
Nel 1955 andò in Indonesia per la Conferenza di Bandung e registrò le sue osservazioni in The Color Curtain: A Report on the Bandung Conference. Egli era ottimista sulle possibilità offerte da questo incontro tra nazioni che si erano da poco liberate del colonialismo. Fra le altre opere di Wright si ricordano White Man, Listen! (1957); il romanzo The Long Dream in 1958; la raccolta di racconti brevi Eight Men, pubblicata postuma nel 1961. Le sue opere trattano soprattutto della povertà, rabbia e protesta degli americani neri nelle città del nord e del sud. Il suo agente Paul Reynolds gli mandò valutazioni fortemente negative del manoscritto di 400 pagine "Island of Hallucinations", nel febbraio 1959. Nonostante ciò, Wright in marzo abbozzò un romanzo in cui il protagonista sarebbe stato liberato dal condizionamento razziale e sarebbe divenuto un personaggio dominatore. In maggio, Wright decise di lasciare Parigi per vivere a Londra: pensava che la politica francese si fosse piegata troppo alla pressione americana. La serena atmosfera parigina era stata distrutta da liti e attacchi sobillati dai nemici degli scrittori neri immigrati.
Il 26 giugno 1959, dopo un ricevimento per festeggiare la pubblicazione in Francia di White Man, Listen!, Wright si sentì male, per un virulento attacco di dissenteria amebica probabilmente contratta durante il soggiorno in Ghana. In novembre, sua moglie trovò un appartamento a Londra, ma la malattia di Wright e "four hassles in twelve days" (quattro scontri in dodici giorni) con l'Ufficio Immigrazione britannico posero fine al suo desiderio di vivere in Inghilterra. Il 19 febbraio 1960 fu informato da Reynolds che a New York la prima dell'adattamento teatrale di The Long Dream aveva ricevuto recensioni così negative che Ketti Frings, responsabile dell'adattamento, aveva deciso di annullare le repliche. Nel frattempo, Wright stava incontrando ulteriori problemi nel tentativo di far pubblicare in Francia The Long Dream. Queste difficoltà gli impedirono di rivedere in forma definitiva Island of Hallucinations per ottenere un contratto con l'editore Doubleday.
Nel giugno 1960 Wright registrò alla radio francese una serie di conversazioni sui suoi libri e la sua carriera letteraria. Trattò anche della situazione razziale negli Stati Uniti e nel mondo, e accusò particolarmente la politica americana in Africa. Alla fine di settembre, per sostenere spese extra dovute al trasferimento della figlia Julia a Parigi per frequentare la Sorbona, egli scrisse testi pubblicitari per copertine di dischi della più grande casa discografica francese. Malgrado le ristrettezze finanziarie, Wright respinse qualsiasi compromesso. Rifiutò di partecipare a una serie di programmi della radio canadese perché sospettava che fosse controllata dagli americani. Per lo stesso motivo, respinse un invito del Congress for Cultural Freedom ad andare in India per una conferenza in memoria di Leone Tolstoj.
Ancora interessato alla letteratura, Wright aiutò Kyle Onstott a far pubblicare in Francia Mandingo (1957). La sua ultima manifestazione di energia avvenne l'8 novembre 1960 in una conferenza polemica sulla situazione dell'artista e intellettuale nero negli Stati Uniti, di fronte a studenti e a membri dell'American Church a Parigi. Wright sostenne che la società americana riduceva a schiavi i membri più attivi della comunità nera ogni qual volta volevano mettere in discussione lo status quo razziale. Presentò come prova gli attacchi dei comunisti contro Native Son e le dispute che scrittori come James Baldwin e altri avevano avuto con lui. Il 26 novembre 1960 egli parlò con entusiasmo di Daddy Goodness con Langston Hughes e gli diede il manoscritto. Da tre anni era ammalato di dissenteria amebica contratta in Africa e le sue condizioni di salute erano peggiorate malgrado le cure. Morì di infarto a Parigi a 52 anni. Fu sepolto nel cimitero di Père-Lachaise. La figlia Julia affermò che il padre era stato ucciso.
Parecchie opere di Wright sono state pubblicate dopo la sua morte. Alcuni dei passaggi più forti relativi alla razza, al sesso, alla politica erano stati tagliati o omessi prima della pubblicazione originale. Nel 1991 sono uscite le edizioni integrali di Native Son, Black Boy e delle altre sue opere. Inoltre, è stata pubblicata per la prima volta nel 1994 la novella Rite of Passage. Negli ultimi anni di vita, lo scrittore era stato affascinato dall'haiku, tipica forma di poesia giapponese, e ne aveva scritti più di quattromila. Nel 1998 è stato pubblicato il libro Haiku: This Other World con gli 817 haiku che l'autore preferiva. Una raccolta di scritti di viaggio di Wright, curata da Virginia Whatley Smith, è stata pubblicata dalla Mississippi University Press nel 2001. Julia Wright nel 2008 ha pubblicato il libro incompiuto A Father's Law, che parla di un poliziotto nero e del figlio che egli sospetta di assassinio. Seguendo il desiderio della figlia Julia, l'editore Harper Collins ha pubblicato nel 2008 in un unico volume i saggi politici col titolo Three Books from Exile: Black Power; The Color Curtain; and White Man, Listen!.

## Influenze letterarie
Wright parla di alcuni autori dei quali riconosce l'influenza su Black Boy: Henry Louis Mencken, Gertrude Stein, Fëdor Dostoevskij, Sinclair Lewis, Marcel Proust e Edgar Lee Masters.

## Wright oggi
Le opere narrative pubblicate negli anni Cinquanta delusero alcuni critici, secondo i quali il trasferimento in Europa aveva allontanato Wright dai neri americani e l'aveva separato dalle radici emozionali e psicologiche. Molte sue opere non potevano soddisfare i criteri rigidi del New Criticism. Durante gli anni Cinquanta Wright assunse un profilo più internazionale: diventò un personaggio importante della letteratura e della politica su scala mondiale, ma contemporaneamente la sua opera propriamente creativa si indebolì. La sua influenza si rinnovò negli anni Sessanta, grazie alla crescita del movimento militante di consapevolezza dei neri. In genere si è concordi nel pensare che l'influenza di Native Son non dipenda dallo stile o dalla tecnica letteraria ma riguardi piuttosto le idee e gli atteggiamenti. La sua opera è stata una forza nella storia sociale e intellettuale degli Stati Uniti nella seconda metà del secolo XX. "Wright was one of the people who made me conscious of the need to struggle (Wright è stato uno di coloro che mi hanno reso consapevole della necessità di lottare)" ha detto lo scrittore Amiri Baraka.
Negli anni Settanta e Ottanta gli studiosi hanno pubblicato saggi critici su Wright in giornali prestigiosi. Conferenze su di lui si sono tenute in campus universitari dal Mississippi al New Jersey. Una nuova versione cinematografica di Black Boy, con la sceneggiatura di Richard Wesley, è uscita nel 1986. Parecchie università e college americani richiedono la lettura obbligatoria di alcuni romanzi di Wright. Critici recenti hanno promosso una rivalutazione delle opere tarde di Wright nel quadro del suo progetto filosofico. In particolare, Paul Gilroy ha affermato che 'la profondità dei suoi interessi filosofici è stata o trascurata o mal compresa dalle indagini quasi esclusivamente letterarie che hanno dominato l'analisi delle sue opere" "Il suo contributo più importante, tuttavia, è stato il desiderio di ritrarre con precisione i neri per lettori bianchi, distruggendo in tal modo il mito bianco del nero paziente, spiritoso, servile."

## Opere

### Narrativa
- I figli dello zio Tom (Uncle Tom's Children, 1938), traduzione di Fernanda Pivano, Milano, Mondadori, 1949. (racconti)
- The Man Who Was Almost a Man, New York, Harper, 1939. (racconto breve)
- Paura (Native Son, 1940), traduzione di Camillo Pellizzi, Milano, Bompiani, 1947. (romanzo)
- The Man Who Lived Underground, 1942. (racconto breve)
- Cinque uomini, traduzione di Fernanda Pivano, Collezione Medusa n.268, Milano, Mondadori, 1951. (raccolta italiana di 5 racconti brevi)
- Ho bruciato la notte (The Outsider, 1953), Collezione Medusa, Milano, Mondadori, 1955. - Novara, De Agostini, 1987. (romanzo)
- Ma nel settimo giorno (Savage Holiday, 1954), Milano, Mondadori, 1956. (romanzo)
- Il lungo sogno (The Long Dream, 1958), Milano, Mondadori, 1958. (romanzo)
- Otto uomini (Eight Men, 1961), traduzione di Emanuele Giammarco, Roma, Racconti, 2020, ISBN 978-88-997-6758-7. (racconti)
- Ghetto negro (Lawd Today, 1963), traduzione di Anouskha Palme e Piero Sanavio, Collana BUR, Milano, Rizzoli, 1980. (romanzo)
- Fame americana (American Hunger, 1944-1977), traduzione di Bruno Oddera, Collana Supercoralli, Torino, Einaudi, 1978. (romanzo autobiografico)
- Rito di passaggio (Rite of Passage, 1994), traduzione di Angela Ragusa, Collana Supertrend, Milano, Mondadori, 1998, ISBN 978-88-044-5742-8. (racconto)
- A Father's Law, London, Harper Perennial, 2008. (romanzo incompiuto)
- L'uomo che visse sottoterra (The Man Who Lived Underground, 2021), traduzione di Christian Pastore, Milano, Frassinelli, 2023, ISBN 978-88-200-7406-7. (romanzo inedito, postumo)

### Non fiction
- How "Bigger" Was Born; Notes of a Native Son, New York, Harper, 1940.
- 12 Million Black Voices: A Folk History of the Negro in the United States, New York, Viking, 1941.
- Ragazzo negro (Black Boy, 1945), traduzione di Bruno Fonzi, Torino, Giulio Einaudi Editore, 1947.
- Black Power, New York, Harper, 1954.
- The Color Curtain, Cleveland and New York, World, 1956.
- Spagna pagana (Pagan Spain, 1957), Milano, Mondadori, 1966.
- Letters to Joe C. Brown, Kent State University Libraries, 1968.
- American Hunger, New York: Harper & Row, 1977.
- Conversations with Richard Wright, Univ. Press of Mississippi, 1993.
- Black Power: Three Books from Exile: "Black Power"; "The Color Curtain"; and "White Man, Listen!", Harper Perennial, 2008.

### Saggi
- The Ethics of Living Jim Crow: An Autobiographical Sketch, 1937.
- Introduction to Black Metropolis: A Study of Negro Life in a Northern City, 1945.
- in  The God That Failed, 1949. (contributo)
- I Choose Exile, 1951.
- Razza: umana (White Man, Listen!, 1957), Milano, Il Saggiatore, 1959.
- La Letteratura negra negli Stati Uniti (Blueprint for Negro Literature, 1937), Milano, Il Saggiatore, 1961.

### Poesia
- Haiku: This Other World, a cura di Yoshinobu Hakutani e Robert L. Tener, Arcade, 1998. - col titolo Haiku: The Last Poetry of Richard Wright, Arcade Publishing, 2012.